# Fearless Records
Fearless Records es una compañía discográfica orientada al rock alternativo que, conforme a su página web, lleva descubriendo artistas desde 1994. Está localizada en Westminster, California. Fearless quizás es más conocido por sus orígenes punk y pop-punk grabados en el Fearless Flush Sampler y Punk Bites y ha sido difundida por bandas como The Maine,  Bigwig y Dynamite Boy, y posteriormente por Sugarcult y Plain White T's, así como el ska de The Aquabats y el post-hardcore de At the Drive-In. Sin embargo, actualmente la discográfica experimenta con varios estilos. Ha mostrado bandas post-hardcore y alternative como Rock Kills Kid, Mayday Parade, Alesana y The Maine que han emergido en los últimos años.

## Punk Goes...
La discográfica es actualmente conocida por Punk Goes..., serie de discos recopilatorios que comenzó con Punk Goes Metal e incluye Punk Goes Pop, Punk Goes Acoustic, Punk Goes 80's, Punk Goes 90's, Punk Goes Acoustic 2, Punk Goes Crunk, , Punk Goes Pop 2. Punk Goes Classic Rock y Punk Goes Pop 3 el cual salió al mercado el 2 de noviembre

## Artistas actuales
- As It Is
- The Aquabats
- August Burns Red
- Bloodywood
- Chunk! No, Captain Chunk!
- The Color Morale
- Get Scared
- I Don't Know How But They Found Me
- I Prevail
- Ice Nine Kills
- Mayday Parade
- Movements
- My Enemies & I
- Oceans Ate Alaska
- Pierce the Veil
- Real Friends
- Starset
- The Plot in You
- The Summer Set
- Tonight Alive
- Wage War
- The Pretty Reckless
- The White Noise
- Volumes

## Antiguos artistas
Lista incompleta:
K-100
| - 30 Foot Fall - The Almighty Trigger Happy - The Aquabats - Alesana - Anatomy of a Ghost (Inactive, some members in Portugal. The Man) - At the Drive-In (Inactive) - Beefcake - Bickley (Inactive) - Bigwig - Blessthefall - Blount (Inactive) - Brazil - Chuck (Inactive) - Classic Case - Cruiserweight (Dropped) - Dead Lazlo's Place | - Drunk In Public (Inactive) - Dynamite Boy (Inactive) - Every Avenue - Family Values (Inactive) - Fed Up (Inactive) - Forever The Sickest Kids - The Fully Down - Funeral Party - Gatsbys American Dream (Hiatus) - Glasseater - Glue Gun - GOB - Go Radio - Grabbers (Inactive) - Junction 18 (Inactive) - Keepsake (Inactive) - The Killing Moon - The Kinison (Inactive) - Knockout - Logan Square | - Lonely Kings - The Maine (band) - Mayday Parade - Motherfist (Inactive) - Motionless in White - Near Miss - Nipdrivers (Inactive) - The Outline - Plain White T's - Portugal. The Man - Red Fish (Inactive) - Rock Kills Kid - RPM (Inactive) - Set It Off - So They Say (Disbanded) - Straight Faced (Inactive) - Sugarcult - The Word Alive - White Kaps (Inactive) - Yesterdays Rising |